# Jarāmaraṇa
Trong Phật giáo, jarāmaraṇa là một từ trong tiếng Phạn và tiếng Pāli để chỉ cho "tuổi già" (jarā) và "cái chết" (maraṇa). Tuổi già và cái chết gắn liền với sự tàn lụi không thể tránh khỏi. Nó là sự đau khổ liên quan đến cái chết của tất cả mọi loài trước khi tái sinh trong luân hồi. (tồn tại theo chu kỳ).
Tuổi già và cái chết được xác định là liên kết thứ mười hai trong 12 Nhân Duyên.

## Từ nguyên
Từ jarā có liên quan đến các từ jarā, jaras, jarati, gerā trong tiếng Phạn Vệ Đà cổ, có nghĩa là "trở nên giòn, dễ phân rã, bị tiêu hao". Gốc từ của Vệ Đà có liên quan đến granum trong tiếng Latin, kaurn trong tiếng Goth., geras, geros (sau này là geriatric) trong tiếng Hy Lạp, tất cả trong một bối cảnh có nghĩa là "trở nên cứng rắn, tuổi già".
Từ maraṇa được dựa trên gốc từ mṛ, mriyate trong tiếng Phạn Vệ Đà, có nghĩa là cái chết. Gốc từ này của Vệ Đà có liên quan sau này đến tiếng Phạn marta, cũng như là mord trong tiếng Đức, mirti trong tiếng Lith., morior và mors trong tiếng Latin và tất cả đều có nghĩa là "chết, cái chết".

## Trong Tứ diệu đế
Trong các giáo lý về Tứ diệu đế, già và chết được xác định là các khía cạnh của Khổ (đau khổ, lo lắng, không thỏa mãn). Ví dụ: Kinh Chuyển pháp luân dẫn rằng:
"Hỡi này các Tỳ Khưu, bây giờ, đây là chân lý cao thượng về sự khổ : sanh là khổ, già là khổ, bệnh là khổ, chết là khổ; đau xót, thương tiếc, đau đớn, bất hạnh và phiền muộn là khổ; sống chung với cái mình không ưa thích là khổ; xa lìa với cái mình yêu thích là khổ, mong muốn mà không có được là khổ, tóm lại chính thân ngũ uẩn là khổ. - Kinh Chuyển pháp luân, Tương Ưng Bộ (SN), được dịch bởi Peter Harvey 
Ở những nơi khác trong kinh điển, Đức Phật đã nói thêm về Già và Chết: 
"Và sự già là gì? Bất kể cái gì lão hóa, suy đồi, tan vỡ, xám xịt, nhăn nheo, suy giảm lực sống, làm suy yếu năng lực của những sinh vật khác nhau trong nhóm này hoặc nhóm khác, đó được gọi là sự già.
"Và cái chết là gì? Bất kể cái gì đang chết, đang qua đời, đang chia tay, sự biến mất, đang chết, cái chết, sự kết thúc của thời gian, sự chia tay các uẩn, thoát khỏi thân xác, gián đoạn năng lực trong cuộc sống của các sinh vật khác nhau trong nhóm này hoặc nhóm kia, đó là gọi là cái chết."

## Trong 12 nhân duyên
Già & Chết là liên kết cuối cùng trong 12 nhân duyên, trực tiếp bị sinh ra bởi liên kết Sanh (jāti), có nghĩa là tất cả những người được sinh ra đều phải già và chết.

## Các văn bản
Trong bài kinh "Sự Kiện Cần Phải Quan Sát" của tạng kinh Pali(Upajjhatthana Sutta, AN 5.57), Đức Phật hướng dẫn mọi người thường suy ngẫm về những điều sau đây: 
Ta phải bị già, không thoát khỏi già...
Ta phải bị bệnh, không thoát khỏi bệnh...
Ta phải bị chết, không thoát khỏi chết...
Tất cả pháp khả ái, khả ý đối với ta sẽ phải đổi khác, sẽ phải biến diệt...

Ta là chủ nhân của nghiệp, là thừa tự của nghiệp, nghiệp là thai tạng, nghiệp là quyến thuộc, nghiệp là điểm tựa. Phàm nghiệp nào ta sẽ làm thiện hay ác, ta sẽ thừa tự nghiệp ấy...
Trong kinh điển Pali, già và chết ảnh hưởng đến tất cả mọi loài, bao gồm thần thánh, con người, động vật và những loài sinh ra trong cảnh giới địa ngục. Chỉ những ai đạt đến sự giác ngộ (bồ đề) trong kiếp sống này mới thoát ra khỏi sự tái sinh trong vòng luân hồi (saṃsāra).

Cuối đời, Đức Phật biểu lộ sự ghê tởm với sự già nua và chết chóc trong Kinh tuổi già (Jarā Sutta):
Bất hạnh thay tuổi già — tuổi già làm phai nhạt sắc diện của màu da.
Hình bóng trước khả ý, nay già đã phá tan.

Ai sống được trăm tuổi, cuối cùng cũng phải chết, không bỏ sót ai, tất cả bị phá sập.